# بارداری بالای سن ۵۰ سالگی

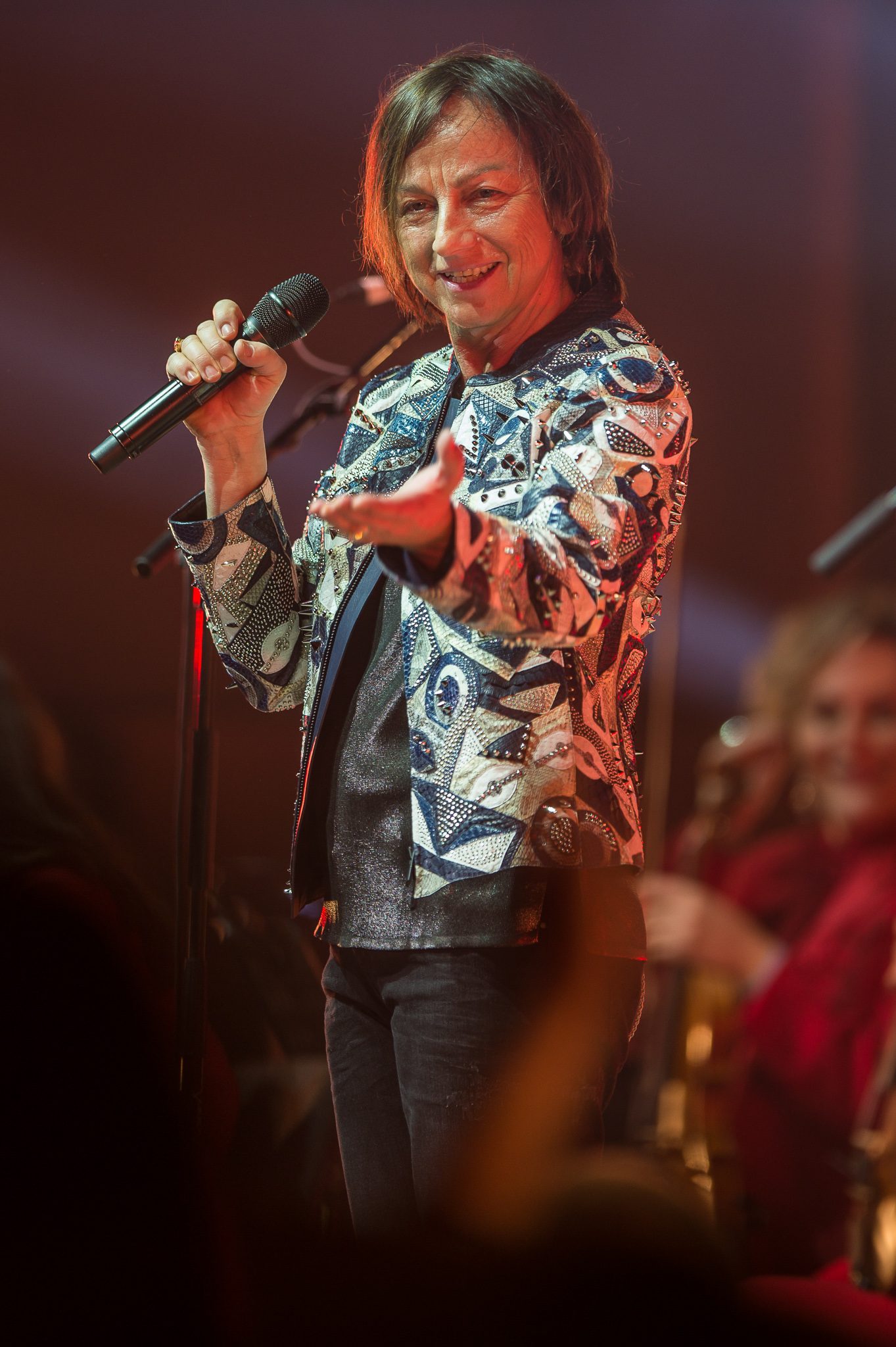
جیانا نانینی خواننده ایتالیایی در سال ۲۰۱۰، که ۵۶ ساله بود، کودکی به دنیا آورد.

بارداری بالای ۵۰ سال به دلیل پیشرفت‌های اخیر در فناوری کمک باروری، به ویژه اهدای تخمک، برای زنان بیشتری امکان‌پذیر شده‌است و برای بسیاری راحت تر حاصل می‌شود. به‌طور معمول، باروری زنان با یائسگی به پایان می‌رسد، که طبق تعریف زمانی است که در طول ۱۲ ماه متوالی هیچ گونه خونریزی قاعدگی اتفاق نیفتد. در دوران یائسگی، چرخه قاعدگی و دوره‌ها نامنظم می‌شود و در نهایت به‌طور کلی متوقف می‌شود، اما حتی زمانی که قاعدگی هنوز منظم است، کیفیت تخمک زنان در چهل سالگی کمتر از زنان جوان است، بنابراین احتمال بارداری یک کودک سالم نیز کاهش می‌یابد، به ویژه پس از ۴۲ سالگی مادر. ساعت بیولوژیکی زنانه از زنی به زن دیگر بسیار متفاوت است. سطح باروری فردی زن را می‌توان از طریق روش‌های مختلف آزمایش کرد.
مردان همچنین با افزایش سن کاهش باروری را تجربه می‌کنند. باروری مردان به تدریج و به‌طور مداوم کاهش می‌یابد. اگر هر دو شریک زندگی زیر ۲۵ سال داشته باشند، میانگین زمان بارداری (زمانی که بدون جلوگیری امکان باردارشدن وجود دارد) کمی بیش از ۴٫۵ ماه است اما اگر مرد بالای ۴۰ سال باشد (و زن زیر ۲۵ سال است) تقریباً دو سال است. خطر نقص ژنتیکی به دلیل افزایش سن پدر بسیار افزایش می‌یابد. کودکان دارای پدر ۴۰ سال یا بیشتر هستند بیش از پنج برابر بیشتر از کودکانی که توسط مردان زیر ۳۰ سال تولید شده‌اند، دچار یک طیف اوتیسم می‌شوند. محققان تخمین می‌زنند که به نسبت پسر ی که در اوایل ۲۰ سالگی کودکی را به دنیا می‌آورد، احتمال ابتلای کودک به اسکیزوفرنی هنگامی که پدر ۴۰ ساله است، دو برابر می‌شود، و خطر ابتلا به اسکیزوفرنی هنگامی که پدر در سن ۵۰ سالگی است، سه برابر می‌شود (البته برای بیشتر افراد این بدان معناست که این خطر تقریباً از ۱ در ۱۲۱ برای پدر ۲۹ ساله، و از ۱ در ۴۷ برای پدر در سن بین ۵۰ تا ۵۴ است. حجم و قدرت کیفیت اسپرم و تحرک اسپرم مرد (توانایی حرکت اسپرم به سمت تخمک) به‌طور مداوم در سنین ۲۰ تا ۸۰ سالگی کاهش می‌یابد. بروز کوتولگی و سقط جنین نیز با افزایش سن مردان افزایش می‌یابد.
در ایالات متحده، بین سالهای ۱۹۹۷ و ۱۹۹۹، ۵۳۹ تولد در میان مادران بالای ۵۰ سال (چهار در هر ۱۰۰۰۰۰ تولد) گزارش شده‌است که ۱۹۴ مورد بیش از ۵۵ سال داشته‌اند.
مسن‌ترین مادر باردار ثبت شده تا به امروز ۷۴ ساله و جوان‌ترین مادر، ۵ ساله بوده‌است. طبق آماری از سازمان لقاح و جنین‌شناسی انسانی، در انگلیس بیش از ۲۰ نوزاد در سال از طریق لقاح آزمایشگاهی با استفاده از تخمک‌های اهدایی توسط زنان بالای ۵۰ سال در دنیا متولد می‌شوند.
ماریا دل کارمن بوسادا د لارا پیرترین مادر تأیید شده‌است. او ۶۶ سال و ۳۵۸ روزه بود که دوقلویش را به دنیا آورد. او ۱۳۰ روز بزرگتر از آدریانا ایلیسکو بود که در سال ۲۰۰۵ یک دختر بچه به دنیا آورد. در هر دو مورد، کودکان از طریق IVF با تخمک اهدایی باردار شده‌اند. پیرترین مادر تأیید شده که به‌طور طبیعی باردار شده‌است (در حال حاضر تا تاریخ ۲۶ ژانویه ۲۰۱۷) در رکوردهای گینس) داون بروک (گورنسی) است. او در سال ۱۹۹۷ در ۵۹ سالگی پسری را باردار شد.
اراماتی مانگما در حال حاضر رکورددار پیرترین مادر زنده در سن ۷۴ سالگی پس از بارداری از طریق لقاح آزمایشگاهی از طریق سزارین در شهر گونتور حیدرآباد است. او دوقلوی دختر به دنیا آورد. در واقع او پیرترین مادری که دوقلو به دنیا آورده‌است نیز می‌باشد. رکورد قبلی پیرترین مادر زنده توسط خانم دالجیندر کار گیل از آمریتسار پنجاب (هند) هند بوده‌است که پس از ۴۶ سال ازدواج در ۷۰ سالگی یک پسر بچه به دنیا آورده بود. وی به مدت ۲ سال در یک کلینیک باروری تحت درمان قرار گرفت و پس از آن با IVF باردار شد.

## ملاحظات پزشکی
با افزایش سن مادر خطر عوارض بارداری افزایش می‌یابد. خطرات مرتبط با فرزندآوری بالای ۵۰ سال شامل افزایش دیابت بارداری، فشار خون بالا، زایمان سزارین، سقط جنین، پره اکلامپسی و جفت سرراهی است.  در مقایسه با مادران بین 20 تا 29 سال، مادران بالای 50 سال تقریباً سه برابر خطر کم وزنی، زایمان زودرس و زایمان بسیار زودرس دارند. خطر ابتلای آنها به وزن بسیار کم هنگام تولد، اندازه کوچک برای سن حاملگی و مرگ و میر جنین تقریباً دو برابر بوده‌است.

## بحث
بارداری در میان زنان مسن مورد بحث و مجادله قرار گرفته‌است. برخی بر اساس خطرات مربوط به سلامتی در بارداری‌های سن بالا مخالف آن بوده یا نگرانی‌هایی از بابت این دارند که مادر مسن نتواند با بزرگتر شدن کودک ز او مراقبت مناسب را به عمل آورد، در حالی که دیگران ادعا می‌کنند فرزند داشتن یک حق اساسی است و این که تعهد به رفاه کودک صورت می‌پذیرد و سن والدین اهمیتی ندارد.
بررسی نگرش نسبت به بارداری بالای ۵۰ سال در میان استرالیایی‌ها نشان داد که ۶/۵۴ درصد معتقدند که انتقال تخمک برای یک زن یائسه قابل پذیرش است و ۹/۳۷ درصد دریافت تخمدان یا جنین اهدایی را برای یک زن یائسه پذیرفتند.
دولت‌ها گاه اقداماتی را برای تنظیم یا محدود کردن فرزندآوری در سنین بالا انجام می‌دهند. در دهه ۱۹۹۰، فرانسه لایحه ای را که حاملگی بعد از یائسگی را ممنوع می‌کند لغو کرد. وزیر بهداشت فرانسه در آن زمان، فیلیپ دوست-بلازی، گفت: «... همان‌طور که برای سلامتی مادر و کودک خطرناک است، غیراخلاقی نیز می‌باشد». در ایتالیا، انجمن پزشکان و دندانپزشکان از ارائه خدمات درمانی باروری به زنان ۵۰ سال به بالا توسط اعضای آن جلوگیری کردند. وزیر امور خارجه وقت انگلیس، ویرجینیا بوتوملی، اظهار داشت: «زنان حق داشتن یک فرزند را ندارند؛ کودک حق داشتن خانه مناسب را دارد». با این حال، در سال ۲۰۰۵، محدودیت‌های سنی IVF در انگلستان رسماً لغو شد.
محدودیت‌های قانونی تنها یکی از موانعی است که زنان در معرض IVF با آن روبرو هستند، زیرا بسیاری از کلینیک‌ها و بیمارستان‌های باروری محدودیت سنی را برای خود تعیین می‌کنند.